# Tényi Anett
Tényi Anett (Baja, 1975. március 11.) magyar színésznő, az első magyar női stand-up comedy-s.

## Pályafutása

### Színház
Tényi Anett a budapesti Ruttkai Éva Színház művészeként kezdte pályáját, hét éven át az alternatív színház világában dolgozott. A Magyar Narancs kritikusa a 2004. május 6-i számban így fogalmaz a Herr Kolpert című darabban nyújtott alakításáról: "Leginkább a vendégségbe érkező házaspár hölgytagja, Edith látszik elevennek, Tényi Anett ugyanis képes eljátszani azt az ívet, ami a vicctől a felháborodáson át az elfogadásig, sőt aktív részvételig feszül."

### Színházi szerepeiből
- Pataki Éva: Edith és Marlene... Ápolónő (Ruttkai Éva Színház)
- Robert Thomas: A hölgy fecseg és nyomoz... szereplő (Ruttkai Éva Színház)
- Pierre Barillet – Jean-Pierre Grédy – Nádas Gábor – Szenes Iván: A kaktusz virága... Botticelli Tavasza (Ruttkai Éva Színház)
- Noël Coward: Vidám kísértet... Edith (Ruttkai Éva Színház)
- Grimm fivérek – Solti Gábor: Hamupipőke... Rátarti Lea (Ruttkai Éva Színház)
- 'Idesereglik, ami tovatűnt'... szereplő  (Városi Színház)
- David Gieselmann: Herr Kolpert... szereplő (MU Színház)
- Botho Strauß: Kicsi és nagy... Pongyolás nő; A török felesége; Josefine, Wilhelm lánya; (MU Színház)

### Humor
Néhány éve pedig az első magyar női stand-up komédiásként debütált. Óriási öniróniával és persze humorral beszél a szingli életformáról, és az ezzel járó nehézségekről. Rendszeresen fellépett a Mikroszkóp Színpadon, hallottuk már a Rádiókabaréban, tagja a Stand Up Brigád társulatának és az Új Pesti Kabaré-nak. Újabban leánybúcsúkon szórakoztatja a menyasszonyokat és barátnőit, pikáns műsorát provokatív játékokkal tűzdeli.

## További információ
- Hivatalos honlap: www.tenyianett.freewb.hu
- http://www.nout.hu/aktualitas/532%5B%5D
- http://www.civishir.hu/hajdu-bihari-hirek/debreceni-hirek/tenyi-anett-stand-up-os-aki-gyuloli-a-vicceket/0224083256
- http://www.stop.hu/articles/article.php?id=804723%5B%5D
- http://www.boon.hu/mosolycsempeszek-a-magyar-szlovak-hataron/1797419%5B%5D
- http://www.szfe.hu/index.php?id=97&szineszid=116821
- http://www.narancs.hu/index.php?gcPage=/public/hirek/hir.php&id=10140%5B%5D